# Бромид неодима(III)
Бромид неодима(III) — неорганическое соединение,
соль неодима и бромистоводородной кислоты
с формулой NdBr3,
гигроскопичные фиолетовые кристаллы,
растворяется в воде,
образует кристаллогидраты.

## Получение
- Реакция чистых веществ:

{\displaystyle {\mathsf {2Nd+3Br_{2}\ {\xrightarrow {T}}\ 2NdBr_{3}}}}

## Физические свойства
Бромид неодима(III) образует фиолетовые кристаллы
ромбической сингонии,
пространственная группа A mam,
параметры ячейки a = 0,915 нм, b = 1,263 нм, c = 0,410 нм, Z = 4.
Растворяется в воде, этаноле, ацетоне
(по другим данным — слабо растворимо в воде).
Образует кристаллогидраты переменного состава NdBr3·xH2O.